# Riich M1
La Riich M1 est une citadine chinoise conçue par le constructeur automobile Chery pour sa marque Riich et qui a été exposée au Salon Automobile de Pékin 2008 en tant que concept car sous le nom de Chery Faira. Elle est sortie au printemps 2009 et devrait être le premier élément d'une famille puisque le concept-car se déclinait en 7 versions.